# Sereno (futebolista)
Henrique Sereno Fonseca (Elvas, 18 de maio de 1985) é um ex-futebolista português.

## Carreira
Fez a sua formação nas camadas jovens do clube Os Elvenses, o início da sua carreira de Sénior começou ao serviços do O Elvas. Passou também pelo Vitória de Guimarães, Famalicão, Valladolid, Futebol Clube do Porto, Colónia, Kayserispor, Mainz e Atlético de Calcutá.
Terminou a sua carreira como jogador em 2019.
É, desde dezembro de 2019, o presidente da União Desportiva Vilafranquense. 

## Títulos
Porto
- Campeonato Português: 2010–11
- Taça de Portugal: 2010–11
- Supertaça Cândido de Oliveira: 2010, 2011

Kayserispor
- Taça UEFA 2010-2011

- Campeonato Turco - Segunda Divisão: 2014–15

Chennaiyin
- Campeonato Indiano: 2017–18